# Rondo 1
Rondo 1 — небоскрёб в Варшаве, Польша. Высота 40-этажного небоскреба составляет 159 метров, а вместе с антенной — 192 метра. Здание спроектировано архитектурным бюро Skidmore, Owings and Merrill в сотрудничестве с варшавской фирмой AZO. Строительство было начато весной 2003 года, и 7 марта 2006 года небоскреб официально был открыт.
Общая площадь здания составляет 70 000 м ², в основном в нем расположены офисы, а на первых этажах также находятся: супермаркет Carrefour Express, цветочный магазин, винный бар, зал пресс-кафе, химчистка, суши-бар, салон красоты и киоск ЮНИСЕФ.